# Веселиново (Шуменська область)
Весели́ново (болг. Веселиново) — село в Болгарії. Розташовано у Шуменській області, входить до складу громади Смядово. Населення становить 739 чоловік.

## Політична ситуація
В місцевому кметстві Веселиново посаду кмета (старости) виконує Марін Димитров Железов (незалежний).
Кмет (мер) громади Смядово — Севі Атанасов Севев БСП.

## Відомі уродженці
Веселиново — батьківщина Желю Желева, болгарського філософа й політика, президента Болгарії у 1990–1997 роках (народився тут 3 березня 1935 року).

## Карти
- bgmaps.com[недоступне посилання з травня 2019]
- emaps.bg[недоступне посилання з березня 2019]
- Google